# 트렐리오
트렐리오(이탈리아어: Treglio)는 이탈리아 아브루초주 키에티도에 있는 코무네이다.